# Амачкаси
Амачка́си (рос. Амачкаси, чув. Амачкасси) — присілок у складі Цівільського району Чувашії, Росія. Входить до складу Першостепановського сільського поселення.
Населення — 46 осіб (2010; 43 у 2002).
Національний склад:
- чуваші — 100 %